# Ora di Kunlun
L'ora di Kunlun (崑崙時區 in cinese) era un fuso orario esistito nella Repubblica di Cina tra 1912 e 1949.
Corrispondeva all'ora solare media alla longitudine 82° 15' E, cioè 5 ore e 30 minuti in anticipo rispetto al GMT. Doveva il suo nome ai monti Kunlun che segnano parte della frontiera tra Cina e India.

## Storia
La Repubblica di Cina divise il paese nel 1912 in cinque fusi orari (GMT+5:30, GMT+6, GMT+7, GMT+8 e GMT+8:30). L'ora di Kunlun, la più occidentale, interessava le divisioni amministrative seguenti:
- l'ovest della provincia di Sinkiang (oggi parte del Xinjiang);
- l'ovest della regione del Tibet (oggi parte della regione autonoma del Tibet).

Dopo la guerra civile cinese, nel 1949, il partito comunista prese il controllo della Cina continentale e il governo della Repubblica di Cina fu esiliato a Taiwan. La Repubblica popolare cinese stabilì il fuso orario unico GMT+8 (oggi UTC+8) per tutto il paese.